# جون أونيل (لاعب اتحاد الرغبي)
جون أونيل (بالإنجليزية: John O'Neil)‏ (و. 1898 – 1950 م) هو لاعب اتحاد الرغبي، وشخصية أعمال أمريكي، ولد في داكوتا الجنوبية، شارك في الألعاب الأولمبية الصيفية 1924، والألعاب الأولمبية الصيفية 1920، مركز لعبه هو صائد ‏، توفي في لوس أنجلوس، عن عمر يناهز 52 عاماً.

## التعليم
تعلم في جامعة سانتا كلارا
.

## روابط خارجية
- جون أونيل عل موقع إسبنسكروم (الإنجليزية)
- جون أونيل على موقع أوليمبيديا (الإنجليزية)